# Японска архитектура
Японска архитектура е общо наименование на архитектурата в Япония.
Традиционната архитектура в страната се характеризира с дървени конструкции, издигнати малко над терена, обикновено с керемидени или сламени покриви. Вместо стени са използвани плъзгащи се врати – фусума – даващи възможност вътрешното разпределение на помещенията да се променя по различни поводи. В миналото хората обикновено седят на възглавници или направо на пода, а столове и високи маси започват да се използват широко едва през XX век.
От края на XIX век японската архитектура възприема много елементи на западната архитектура, японски архитекти участват активно в развитието на модернизма и постомодернизма, а днес Япония е сред най-активните центрове на развитие на архитектурния дизайн и строителните технологии.